# Лукин, Иван Николаевич
Иван Николаевич Лукин (2 [15] октября 1906, Панфилово, Владимирская губерния — 1993, Москва) — советский хозяйственный и государственный деятель.

## Биография
Родился 2 (15) октября 1906 года в селе Панфилово Муромского уезда Владимирской губернии. Член ВКП(б).
С 1925 года — на хозяйственной, общественной и политической работе. В 1925—1970 годах — на паровозоремонтном заводе, учился в Московском техникуме путей сообщения, в Томском индустриальном институте, на руководящих должностях в промышленности вплоть до директора завода, первый секретарь Муромского горкома ВКП(б), директор Горьковского механического завода, секретарь Горьковского обкома партии по промышленности, директор завода в Ленинграде, начальник отдела огневых испытаний двигателей самолётостроительного завода № 301 в Химках, директор Машиностроительного завода имени С. А. Лавочкина.
Избирался депутатом Верховного Совета РСФСР 7-го созыва (1967—1971 год).
Жил в Москве, умер в 1993 году, похоронен на Троекуровском кладбище.